# دفترچه رویا
دفترچه رؤیا (انگلیسی: Dream diary) مجموعه یادداشتهای شخص از رویاهای خود و افکارش پیرامون آنهاست. این دفترچه همچنین می‌تواند خیالبافی‌های روزانه شخص را نیز دربر گیرد. چنین دفترچه ای نه تنها یاریگر حافظه در به خاطر آوردن رویاهایی است که غالباً به سرعت فراموش می‌شوند، بلکه ابزاری در مطالعات روان‌شناسی است.

## پیشینه
در شکل عمومی خود یادداشت رویاهای شخصی در یک دفترچه کاغذی، مدتها معمول بوده است. اما امروزه ثبت دیجیتال ویا ضبط گفتاری نیز رو به رواج است. این یادداشتها که امروزه در مطالعات روان‌شناسی کاربرد دارد، سابقه کاربردی بسیار قدیمی تری در مناسبات مذهبی داشته است. ثبت رویاهای اشخاص برجسته روی لوح‌های گلی در بین‌النهرین یا روی پاپیروس در مصر باستان، فرهنگی شناخته شده و ابزاری در تعبیر خواب و پیش گویی بوده است. در ادبیات هند باستان نیز ثبت رؤیای پادشاهان و نگارش تعبیر این رؤیاها مرسوم بوده و در شکل‌گیری و تکامل مذهب بودائیسم بسیار مؤثر بوده است. بعدها این رسم در یونان باستان شکل عمومی تری یافت و پزشکان برای تشخیص بیماری ضمن اینکه از بیماران خود می‌خواستند تا رویاهای خود را به صورت دقیق به یاد سپرده و برای آنها بازگو کنند، جزئیات این رؤیاها و تحلیل و تشخیص خود از آنها را ثبت می‌کردند.